# Storheden
Storheden est un quartier commercial de Luleå, en Suède.

## Description
Storheden est une zone commerciale située entre le centre-ville de Luleå et Gammelstad. 

## Commerces
Parmi les commerces du quartier,: 
- Stora Coop
- ICA Maxi
- Kronans Apotek
- Hööks Hästsport
- Stadium Outlet
- XXL
- Sibylla
- Cervera
- Jysk
- Willys
- H&M
- Mio
- JH Motor AB
- Max Hamburgers
- Systembolaget
- Intersport
- Lekia
- KungSängen
- Lindex
- ÖoB
- Rusta
- Biltema
- Byggmax
- Jula
- Dollarstore
- Elgiganten
- Power
- Clas Ohlson
- Subway
- Arken Zoo
- Blomsterlandet
- Skoogs bränsle
- Granngården
- Leos Lekland
- Korvgubben
- Dressmann
- KappAhl
- Eurosko
- Hemtex
- Niemis Optik
- 360 Trampoline Center
- Restaurang Mathuset
- Smidesbutiken
- Sambo
- Agaton Sax
- HusvagnsCenter
- Möbelhuset Skinnmöbler
- Trend Café
- Sovkoncept
- HTH Köksstudio
- Zoo.se
- Apotek Hjärtat
- Kebabhuset
- Däckia
- Top Store
- Lindroths MotorCenter
- Däckcenter
- Lager 157
- Bilia
- Shell TruckDiesel
- Opus Bilprovning

## Transports
Les lignes de bus 8 , 9 , 10 et 12 desservent le quartier.
La route européenne 4 et la route nationale 97 traversent la zone.

## Galerie

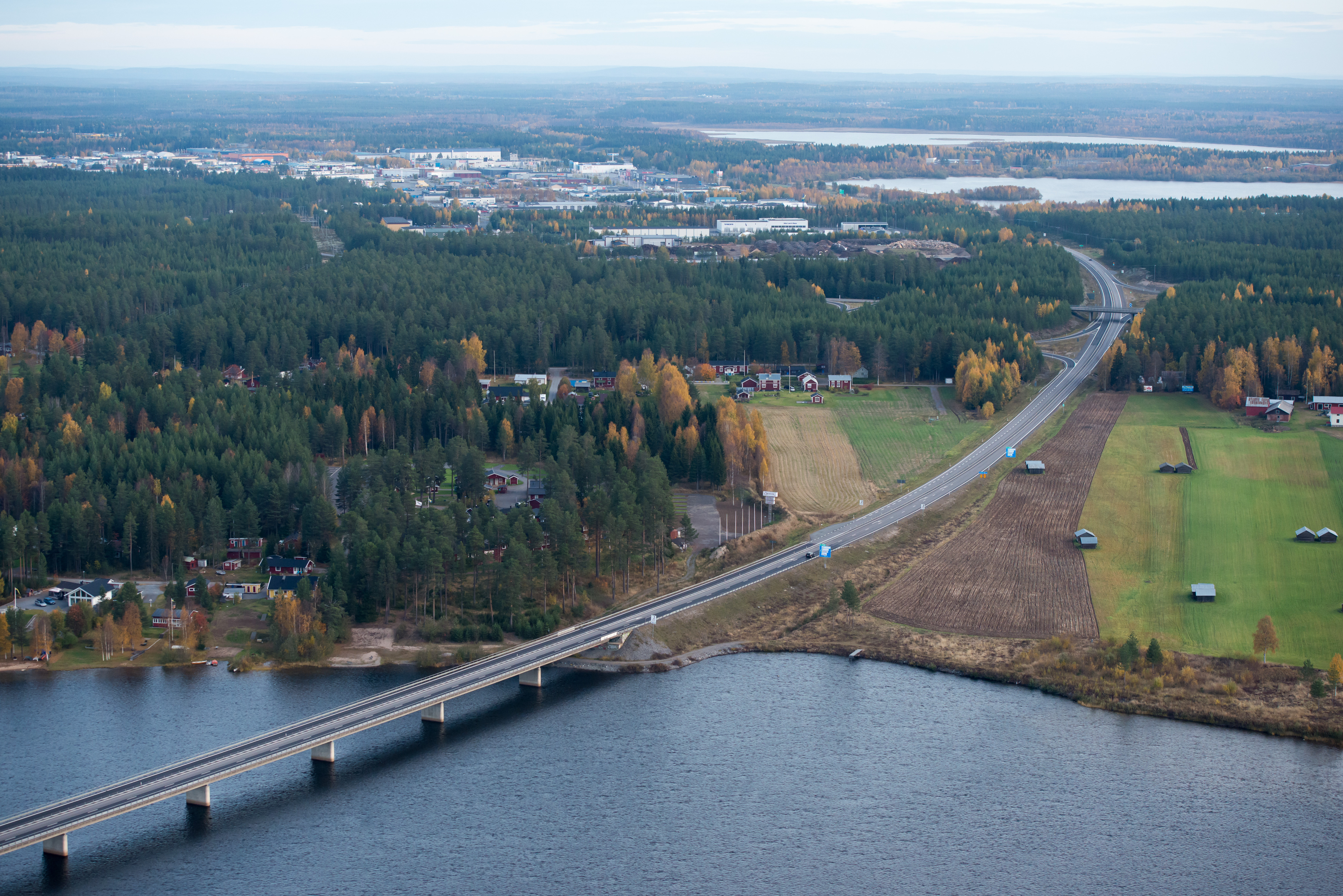
Le nouveau pont de Gäddvik.
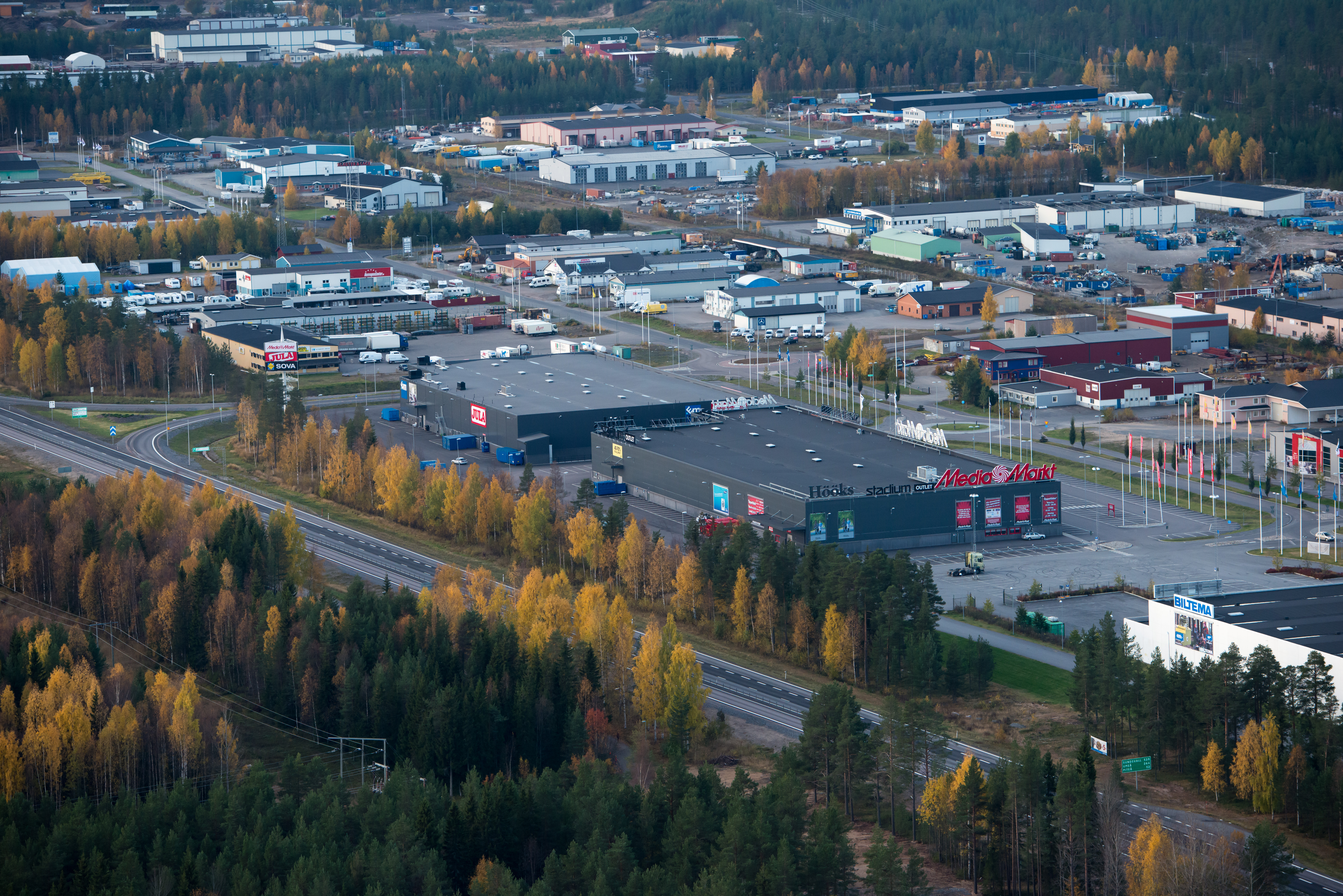
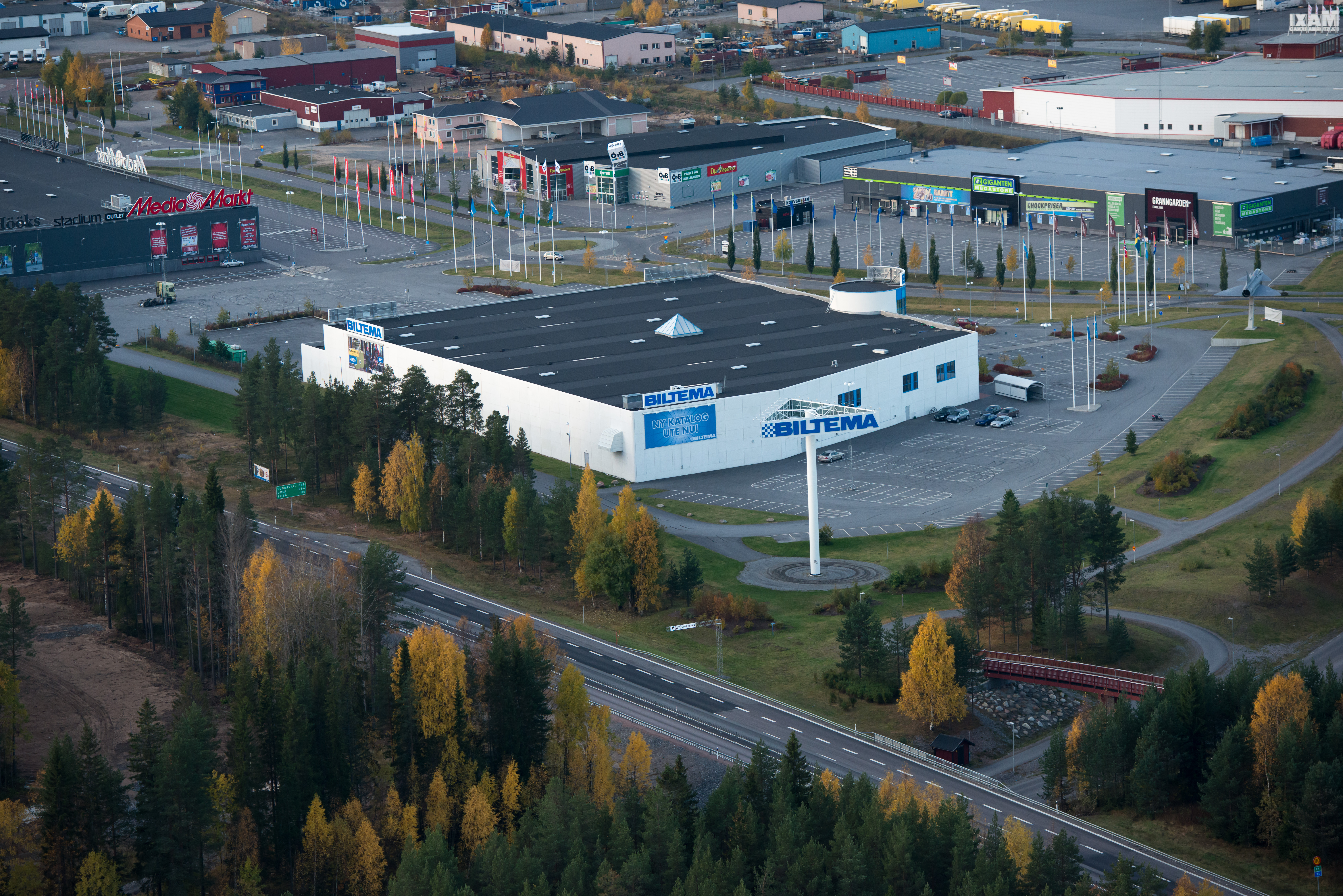